# Hylarana macrodactyla
Hylarana macrodactyla är en groddjursart som beskrevs av Günther 1858. Hylarana macrodactyla ingår i släktet Hylarana och familjen egentliga grodor. IUCN kategoriserar arten globalt som livskraftig. Inga underarter finns listade i Catalogue of Life.